# 2015-ös U19-es labdarúgó-Európa-bajnokság
A 2015-ös U19-es labdarúgó-Európa-bajnokságot Görögországban rendezik 8 csapat részvételével. A címvédő Németország. A tornán 1996. január 1-je után született játékosok vehetnek részt.

## Résztvevők
| Nemzet        | Részvételi jog      | Korábbi részvételek száma (2002 óta) |
| ------------- | ------------------- | ------------------------------------ |
| Görögország   | Rendező             | 5                                    |
| Spanyolország | 1. csoport győztese |                                      |
| Németország   | 2. csoport győztese |                                      |
| Oroszország   | 3. csoport győztese |                                      |
| Hollandia     | 4. csoport győztese |                                      |
| Ukrajna       | 5. csoport győztese |                                      |
| Ausztria      | 6. csoport győztese |                                      |
| Franciaország | 7. csoport győztese |                                      |

## Csoportkör

### A csoport
| Csapat        | M | Gy | D | V | G+ | G– | Gk | P |
| ------------- | - | -- | - | - | -- | -- | -- | - |
| Franciaország | 3 | 3  | 0 | 0 | 6  | 1  | +5 | 9 |
| Görögország   | 3 | 1  | 1 | 1 | 2  | 2  | 0  | 4 |
| Ausztria      | 3 | 0  | 2 | 1 | 2  | 3  | –1 | 2 |
| Ukrajna       | 3 | 0  | 1 | 2 | 3  | 7  | –4 | 1 |

| 2015. július 6. 20:30 |

| Görögország                   | 2–0   | Ukrajna |
| ----------------------------- | ----- | ------- |
| Orphanides 20' Karahalios 76' | (1–0) |         |

| Municial Stadium of Veria, Veria Játékvezető: Anthony Taylor (angol) |

| 2015. július 6. 21:00 |

| Ausztria | 0–1   | Franciaország |
| -------- | ----- | ------------- |
|          | (0–1) | Blin 34'      |

| Municial Stadium of Katerini, Kateríni Játékvezető: Georgi Kulbakov (bolgár) |

| 2015. július 9. 19:00 |

| Ukrajna    | 1–3   | Franciaország                                     |
| ---------- | ----- | ------------------------------------------------- |
| Zubkov 55' | (0–1) | Guirassy 31' Dembélé 62' Lukyanchuk 90+2' (öngól) |

| AEL FC Arena, Lárisza Játékvezető: Andris Treimanis (lett) |

| 2015. július 9. 22:00 |

| Görögország | 0–0 | Ausztria |
| ----------- | --- | -------- |
|             |     |          |

| AEL FC Arena, Lárisza Játékvezető: Andreas Ekberg (svéd) |

| 2015. július 12. 21:00 |

| Franciaország           | 2–0   | Görögország |
| ----------------------- | ----- | ----------- |
| Diakhaby 5' Dembélé 64' | (1–0) |             |

| Municial Stadium of Katerini, Kateríni Játékvezető: Marco Guida (olasz) |

| 2015. július 12. 21:00 |

| Ukrajna                   | 2–2   | Ausztria        |
| ------------------------- | ----- | --------------- |
| Zubkov 14' Luchkevych 63' | (1–0) | Kvasina 47' 87' |

| Municial Stadium of Veria, Veria Játékvezető: Bognár Tamás (magyar) |

### B csoport
| Csapat        | M | Gy | D | V | G+ | G– | Gk | P |
| ------------- | - | -- | - | - | -- | -- | -- | - |
| Oroszország   | 3 | 1  | 1 | 1 | 5  | 4  | +1 | 4 |
| Spanyolország | 3 | 1  | 1 | 1 | 5  | 4  | +1 | 4 |
| Hollandia     | 3 | 1  | 1 | 1 | 2  | 2  | 0  | 4 |
| Németország   | 3 | 1  | 1 | 1 | 3  | 5  | –2 | 4 |

| 2015. július 7. 18:30 |

| Hollandia          | 1–0   | Oroszország |
| ------------------ | ----- | ----------- |
| van Amersfoort 44' | (1–0) |             |

| AEL FC Arena, Lárisza Játékvezető: Bognár Tamás (magyar) |

| 2015. július 7. 21:45 |

| Németország | 0–3   | Spanyolország                                 |
| ----------- | ----- | --------------------------------------------- |
|             | (0–1) | Merino 8' Maroyal 72' (11-esből) Nauhel 90+3' |

| AEL FC Arena, Lárisza Játékvezető: Marco Guida (olasz) |

| 2015. július 10. 19:00 |

| Spanyolország | 1–3   | Oroszország                           |
| ------------- | ----- | ------------------------------------- |
| Mayorla 13'   | (1–1) | Barinov 37' Gasilin 48' Sheydayev 54' |

| Municial Stadium of Veria, Veria Játékvezető: Georgi Kulbakov (bolgár) |

| 2015. július 10. 21:00 |

| Németország | 1–0   | Hollandia |
| ----------- | ----- | --------- |
| Rizzo 89'   | (0–0) |           |

| Municial Stadium of Katerini, Kateríni Játékvezető: Anthony Taylor (angol) |

| 2015. július 13. 21:00 |

| Oroszország                            | 2–2   | Németország           |
| -------------------------------------- | ----- | --------------------- |
| Kehrer 32' (öngól) Bezdenezhnykh 45+2' | (2–1) | Kehrer 12' Werner 65' |

| Municial Stadium of Katerini, Kateríni Játékvezető: Andreas Ekberg (svéd) |

| 2015. július 13. 21:00 |

| Spanyolország     | 1–1   | Hollandia                     |
| ----------------- | ----- | ----------------------------- |
| Mirani 8' (öngól) | (1–0) | van Amersfoort 54' (11-esből) |

| Municial Stadium of Veria, Veria Játékvezető: Andris Treimanis (lett) |

## Egyenes kieséses szakasz
|  |            |               |             |             |   |               |               |       |
|  | Elődöntők  | Elődöntők     | Elődöntők   |             |   | Döntő         | Döntő         | Döntő |
|  | Elődöntők  | Elődöntők     | Elődöntők   |             |   | Döntő         | Döntő         | Döntő |
|  | július 16. |               |             |             |   |               |               |       |
|  |            |               |             |             |   |               |               |       |
|  | A1         | Franciaország | 0           |             |   |               |               |       |
|  | A1         | Franciaország | 0           | július 19.  |   |               |               |       |
|  | B2         | Spanyolország | 2           |             |   |               |               |       |
|  | B2         | Spanyolország | 2           |             |   | Spanyolország | Spanyolország | 2     |
|  | július 16. |               |             |             |   | Spanyolország | Spanyolország | 2     |
|  |            |               | Oroszország | Oroszország | 0 |               |               |       |
|  | B1         | Oroszország   | Oroszország | Oroszország | 0 | 4             |               |       |
|  | B1         | Oroszország   |             |             |   |               |               |       |
|  | A2         | Görögország   | 0           |             |   |               |               |       |
|  | A2         | Görögország   | 0           |             |   |               |               |       |
|  |            |               |             |             |   |               |               |       |

### Elődöntők
| 2015. július 16. 21:45 |

| Franciaország | 0–2   | Spanyolország     |
| ------------- | ----- | ----------------- |
|               | (0–0) | Asensio 88' 90+5' |

| Municial Stadium of Katerini, Kateríni Játékvezető: Andreas Ekberg (svéd) |

| 2015. július 16. 19:00 |

| Oroszország                                          | 4–0   | Görögország |
| ---------------------------------------------------- | ----- | ----------- |
| Chernov 50' 79' Gasilin 52' Sheydayev 64' (11-esből) | (0–0) |             |

| AEL FC Arena, Lárisza Játékvezető: Bognár Tamás (magyar) |

### Döntő
| 2015. július 19. 21:00 |

| Spanyolország          | 2–0   | Oroszország |
| ---------------------- | ----- | ----------- |
| Maroyal 39' Nahuel 78' | (1–0) |             |

| Municial Stadium of Katerini, Kateríni Játékvezető: Anthony Taylor (angol) |

| A 2015-ös U19-es labdarúgó-Európa-bajnokság győztese |
| ---------------------------------------------------- |
| · Spanyolország · 10. cím                            |

## Gólszerzők
3 gólos
- Borja Mayoral

2 gólos
- Marko Kvasina
- Moussa Dembélé
- Pelle van Amersfoort
- Nikita Chernov
- Aleksei Gasilin
- Ramil Sheydayev
- Marco Asensio
- Matías Nahuel
- Olekszandr Zubkov

1 gólos
- Alexis Blin
- Mouctar Diakhaby
- Serhou Guirassy
- Thilo Kehrer
- Gianluca Rizzo
- Timo Werner
- Zisis Karahalios
- Petros Orphanides
- Dmitri Barinov
- Igor Bezdenezhnykh
- Mikel Merino
- Valeriy Luchkevych

1 öngólok
- Thilo Kehrer (Oroszország ellen)
- Damon Mirani (Spanyolország ellen)
- Pavlo Lukjancsuk (Franciaország ellen)